# 티외르닌
티외르닌(아이슬란드어: Tjörnin)은 아이슬란드 레이캬비크에 있는 얕은 호수이다. 수많은 조류가 서식하고 있으며, 겨울에는 수면이 얼어 스케이트장으로 사용된다.